# Обикновен европейски калмар
Обикновните европейски калмари (Alloteuthis subulata) са вид главоноги от семейство Loliginidae.
Те са недостатъчно проучен вид.
Таксонът е описан за пръв път от Жан-Батист Ламарк през 1798 година.